# カシワバアジサイ
カシワバアジサイ（柏葉紫陽花、学名：Hydrangea quercifolia）は、アジサイ科（ユキノシタ科）アジサイ属の落葉低木。原産地は北米東南部。花の色は白。

## 特徴
葉の形がカシワに似ていることが、和名の由来。花は円錐状あるいはピラミッド型に付く独自の形状をしており、5月〜7月に真っ白い花を付ける。八重咲きと一重咲きがある。一般のアジサイとは異なり全体の印象としては木のボリュームに比し、花が少ないのが特徴。葉には切れ込みがあり、秋には紅葉する。
古くから日本にもあったが、最近、一般に出回り始めた。
- 樹高 50〜200cm

## 栽培

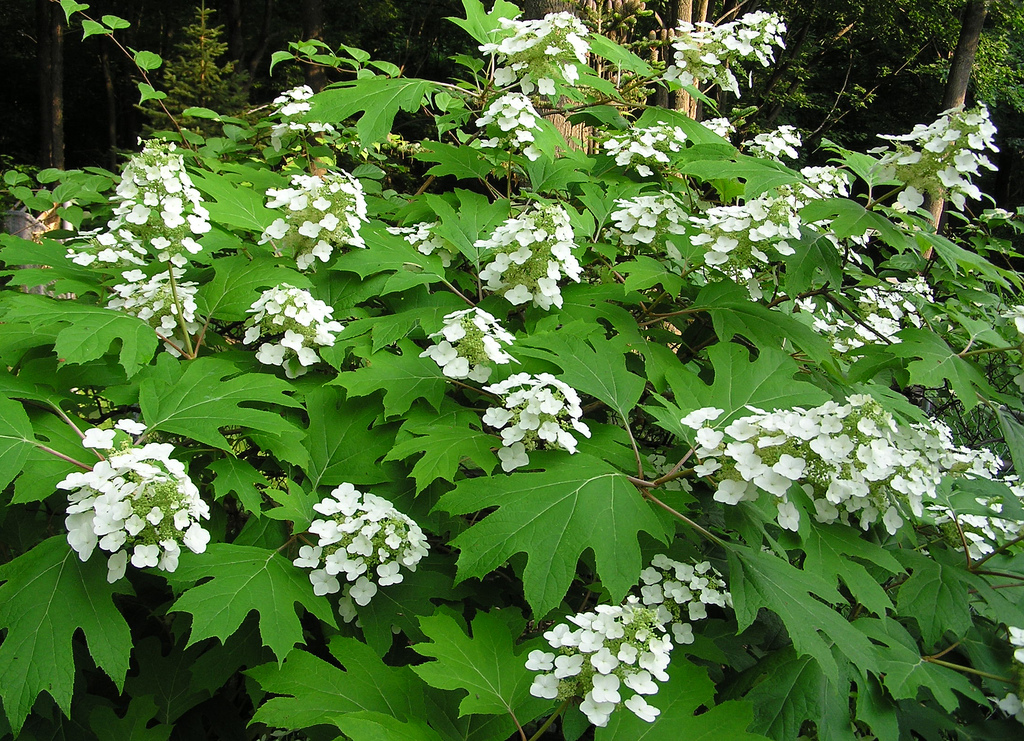
カシワバアジサイの大株

アジサイとほぼ同様の管理でよいが、夏の直射日光に長時間当たると葉焼けを起こすため、午後は日陰になるような場所が最適。開花期に買ってきた苗は秋に植え替える。
剪定は開花後、花の下2節くらい下で行う。遅れると翌年開花しない場合があるため、7月いっぱいまでに行う。乾燥を嫌うため、鉢植えの場合は要注意。ただし、落葉後は乾燥気味に管理する。

時折、追肥を施す。

## カシワバアジサイの名所
- 西林寺 都麻乃郷あじさい園（兵庫県西脇市）
- 東勝寺 宗吾霊堂（千葉県成田市）[1]